# Revolução francesa de 1848

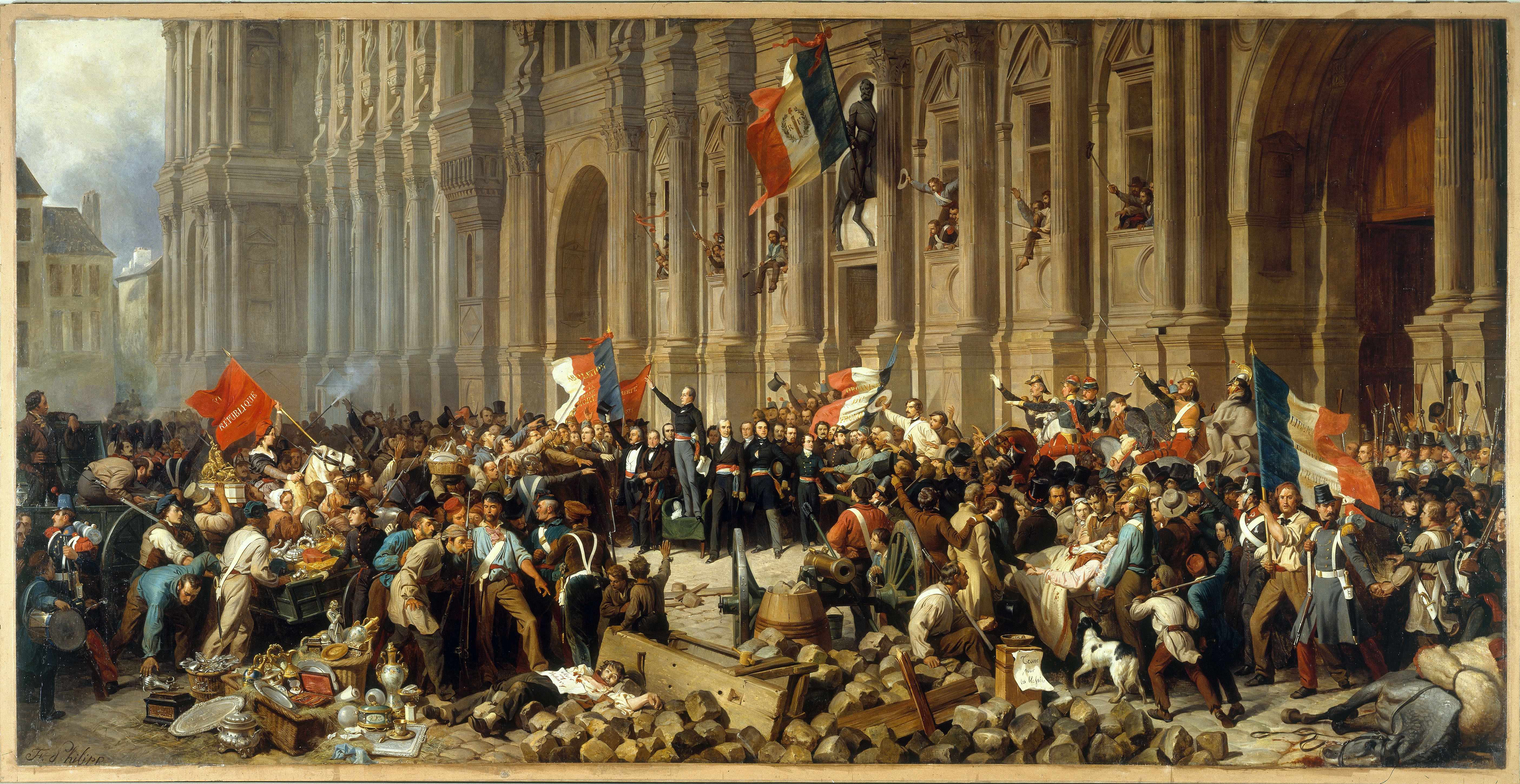
Lamartine em frente à Câmara Municipal de Paris rejeita a bandeira vermelha em 25 de fevereiro de 1848, por Henri Félix Emmanuel Philippoteaux.

Revolução Francesa de 1848, às vezes conhecida como a Revolução de Fevereiro, foi uma onda de revoluções em 1848 na Europa. Na França, os eventos revolucionários encerraram a Monarquia de Julho (1830-1848) e levaram à criação da Segunda República Francesa.
Após a queda do rei Luís Felipe I da França em fevereiro de 1848, o governo eleito da Segunda República governou a França. Nos meses que se seguiram, esse governo se tornou mais conservador. Em 23 de junho de 1848, o povo de Paris entrou em insurreição, que se tornou conhecida como Revoltas de Junho — uma rebelião sangrenta mas malsucedida pelos trabalhadores parisienses contra uma mudança conservadora no caminho da República. Em 2 de dezembro de 1848, Luís Napoleão Bonaparte foi eleito presidente da Segunda República, em grande parte com apoio camponês. Exatamente três anos depois, suspendeu a assembleia eleita, estabelecendo o Segundo Império Francês, que durou até 1870. Luís Napoleão passaria a se tornar o último monarca francês de facto.
A revolução de fevereiro estabeleceu o princípio do "direito ao trabalho", e seu governo recém-criado criou "Oficinas Nacionais" para os desempregados. Ao mesmo tempo, uma espécie de parlamento industrial foi estabelecido no Palácio do Luxemburgo, sob a presidência de Louis Blanc, com o objetivo de preparar um esquema para a organização do trabalho. Essas tensões entre liberalistas liberais e republicanos radicais e socialistas levaram à Revoltas de Junho.

## Antecedentes
A partir de 1830, com o fortalecimento das tendências republicanas, a opinião pública europeia se radicalizou. O desenvolvimento industrial e o substancial crescimento do proletariado urbano francês entre 1830 e 1850, originaram novos problemas sociais. A situação dos operários era desesperadora. Em Lyon esta classe protagonizou mesmo alguns levantes, que foram, todavia, duramente reprimidos pelas autoridades. Depois destes levantamentos populares surgiram um pouco por toda a França sociedades secretas constituídas por operários, ligadas ao movimento republicano e ao movimento do socialismo utópico.
No período que mediou os anos 1845 e 1847 a França foi assolada por dois anos de más colheitas agrícolas, provocadas sobretudo pela praga da batata, que teve uma maior incidência neste país e na Irlanda. Em 1847 a situação agravou-se com uma crise econômica, traduzida na queda do valor dos salários e no encerramento de inúmeras unidades fabris. A instabilidade, no entanto, vinha de trás. Em 1848 a primeira revolta de caráter liberal na Europa foi a de rebeldes sicilianos.

### Revolução de 1830

Eugène Delacroix: A Liberdade Guiando o Povo.

Nos últimos anos do reinado de Luís XVIII (1814-1824) e por todo o reinado de Carlos X, o conde de Artois (1824-1830), sucederam-se perturbações internas graves. Este monarca decidiu confiar a chefia do governo ao príncipe de Polignac. Longe de resolver os problemas o novo estadista preocupou-se com uma bem sucedida expedição à Argélia. A publicação das Ordenações de Julho (Ordenanças de Julho), em 25 de Julho de 1830, suprimindo a liberdade de imprensa, dissolvendo a câmara, reduzindo o eleitorado, anulando as últimas eleições e permitindo-se governar através de decretos, deu origem ao levantamento de barricadas em Paris (1830) e à generalização da luta civil que conduziria à Monarquia de Julho, cujo clima perpassa pelas páginas de Os Miseráveis, de Victor Hugo. Carlos X parte para o exílio. Sucede-lhe o primo Luís Filipe I, conhecido como "o rei burguês". Os financistas viram-se representados, uma vez que o próprio monarca era oriundo daquelas fileiras. Apoiado por banqueiros como Casimire Pérere e contando com ministros como Thiers ou François Guizot, a nova monarquia vem assim conseguir impor um clima de paz e prosperidade. O reinado de Luís Filipe revelou-se arquiconservador, gerando insatisfações. O descontentamento popular contra o rei Luís Filipe e seu ministro Guizot avolumava-se desde 1846, estimulado pela crise econômica. Apesar disso, o poder julgava-se solidamente instalado, com apoio dos conservadores, sobretudo banqueiros. As revoltas populares, entretanto, sucederam-se a tal ponto que a própria Guarda Nacional acabou por as apoiar, aderindo à sedição.

## Revolução de Fevereiro de 1848

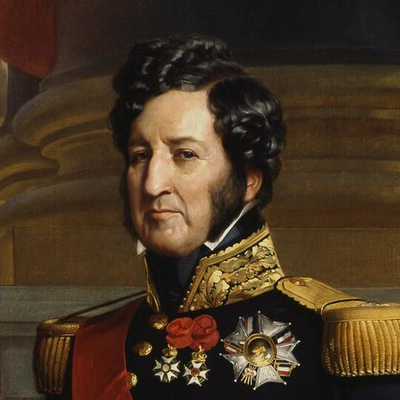
O rei Luís Filipe I.

Em 1848, preparava-se uma revolta popular que colhia alguma simpatia por parte da burguesia. A burguesia industrial nomeadamente conseguiu o direito de sufrágio e a redução do censo eleitoral, os operários reclamavam a instauração de uma República e exigiam uma reforma. Com isso a revolta tinha uma petição com 5 milhões de assinaturas.
Os revoltosos combinaram diversas reuniões, entre as quais se destacou o banquete público da oposição de 22 de Fevereiro de 1848, que o governo tentou impedir que se realizasse. A burguesia afastou-se dos operários; contudo, estes, juntamente com artesãos e estudantes, concentraram-se no local combinado. O apelo à rebelião foi lançado por adeptos do sufrágio universal, partidários de reformas sociais e uma minoria socialista, sob a liderança de Louis Blanc, que tinham conseguido escapar às autoridades. Centenas de milhares de insatisfeitos com o desemprego, mas sem um programa político claro, descobriram que queriam derrubar o governo do rei Luís Filipe, de seus ministros e de todo o sistema econômico que os enriquecia às custas dos trabalhadores. No dia seguinte, o centro de Paris estava cheio de barricadas que assustaram os burgueses moderados da oposição. O rei demitiu Guizot na esperança de aplacar a revolta, mas a multidão voltou a protestar e, na madrugada do dia 24, foi atacada a tiros pela Guarda Nacional. Na fuzilaria morreram cerca de 500 pessoas. Os cadáveres foram colocados em carros iluminados por tochas e desfilaram pelo centro de Paris, alimentando a insurreição, dando início a uma luta aberta que se estendeu por toda a cidade. Soldados da Guarda Nacional, enviados para reprimir os manifestantes, uniram-se a eles.

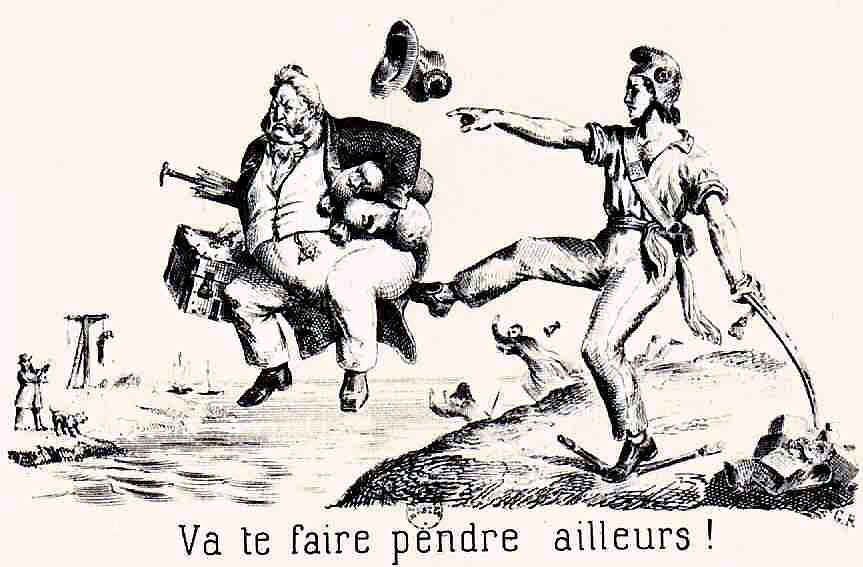
Charge da revolução de fevereiro de 1848.

O governo ensaiou oferecer reformas de esquerda para controlar a rebelião que aumentava de proporções, mas já era tarde. Na manhã do dia 24 de Fevereiro, quando inspecionava as tropas, o rei foi vaiado por elas. Os insurrectos controlavam os arsenais. À tarde, já corriam proclamações republicanas. Incapaz de reagir, a Luís Filipe só restava abdicar o trono. O parlamento dissolveu-se. A Monarquia de Julho tinha sido destronada e nascia a Segunda República (1848-1852).
Os grandes burgueses moderados da oposição estavam exasperados, pois o que mais temiam estava nas ruas: a revolução social dos pobres. As ruas de Paris eram tomadas por um contingente de 40 a 50 mil manifestantes, sendo que muitos foram mortos e 15 mil, presos. Rapidamente formou-se um governo de coalizão entre a burguesia moderada, a pequena burguesia republicana e os socialistas. Os primeiros estavam preocupados com a ordem e a estabilidade; os republicanos, com a república e o sufrágio universal; e os socialistas, com a melhoria das condições operárias. Eles foram aceitos no governo devido a sua presença nas barricadas.

### Reformas políticas

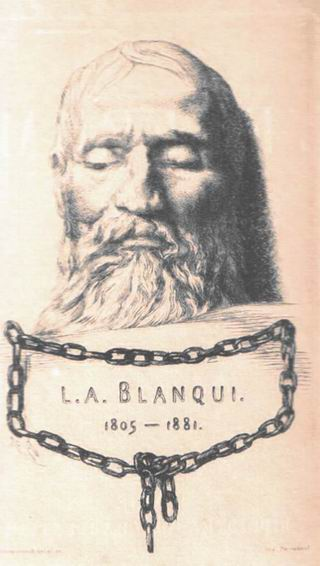
Masque mortuaire de Auguste Blanqui, Eau-forte de F. Braquemond.

Um governo provisório constituiu-se em 24 de fevereiro, com maioria de republicanos moderados. O Governo Provisório juntava a oposição eleita constitucionalmente e representantes da multidão. Muitos viram neste movimento a expressão — embora vaga — da insatisfação popular ao ver que o ideal de igualdade defendido e em grande parte conquistado durante a Revolução Francesa não havia se estendido à esfera econômica. Nesse governo, onde o poeta Alphonse de Lamartine ocupava as funções de Ministro dos Assuntos Internos e os socialistas eram somente admitidos como empregados, foram chamados a intervir Albert, um operário, e Auguste Blanqui, jornalista e historiador, por imposição direta do povo.
O Governo provisório convocou eleições, as quais deram vitória aos candidatos da burguesia e dos latifundiários. Em 25 de Fevereiro foi implantada a Segunda República, em resultado de uma expressiva manifestação; todavia, esta não veio a corresponder às aspirações dos operários que reclamavam uma reforma social. O sufrágio universal masculino foi estabelecido e por proposta dos socialistas, foi reduzida a jornada de trabalho de 12 para 10 horas diárias. Por pressão dos operários e socialistas, foram criadas as Oficinas Nacionais (ateliers nationaux) — fábricas com capital estatal e dirigidas por operários, destinadas a aliviar a crise econômica e o desemprego, que logo se tornaram improdutivas e custosas, aumentando o déficit público — e a Comissão de Luxemburgo, cujo objetivo era a preparação de projetos de legislação social e a arbitragem de conflitos de trabalho. O novo Governo não tocou no direito à propriedade privada, mas concedeu o tão desejado direito ao trabalho, uma medida que seria posta em prática pela Comissão de Luxemburgo, presidida por Louis Blanc e por Albert, mas os prometidos direitos foram negados por uma direção política burguesa pouco sensível aos problemas do operariado. Na mesma época, Proudhon edita o periódico "O Representante do Povo", onde critica as Oficinas Nacionais, as quais considerava economicamente inviáveis. Propunha que em seu lugar se criasse um Banco de Crédito Popular, que remunerasse o trabalho com cheques descontáveis, para estimular o consumo.
Todos os políticos do novo governo eram parisienses e não possuíam experiência administrativa, ignorando o que ocorria nas províncias francesas, onde as estradas de ferro foram destruídas, castelos foram saqueados e agiotas espancados.
Em Paris, no mês de março, havia calma e as forças presentes no governo viviam em harmonia. A maioria dos operários confiava no governo e esperava uma solução rápida para sua miséria. Mas a harmonia não duraria muito. Os grandes burgueses das diferentes alas tinham superado suas divergências para impedir qualquer ameaça à propriedade e à riqueza. Uma minoria socialista pressionava o governo para que promovesse novas e ousadas reformas sociais. Alguns falavam em abolir a propriedade privada ("a propriedade é o roubo", escreveu Proudhon), a hierarquia social e as tradições, o que assustava também os pequenos burgueses republicanos. Essas pressões não passavam de agitações feitas em jornais, clubes e sociedades socialistas e não representavam perigo, já que a força deles era diminuta nos meios operários parisienses. Mas não deixavam de assustar os burgueses. Os mais preocupados com essa agitação eram a imensa maioria de camponeses, que se preparava para reagir, caso tivesse de entregar suas propriedades.
Este período inicial da revolução, também chamado de República Social, foi marcado pela provisoriedade e pela intensa disputa entre os diferentes interesses envolvidos na consolidação do poder.

### Reação conservadora
A inexperiência política do governo não satisfazia nem as reivindicações dos mais radicais nem as inquietações dos mais conservadores. Mas era principalmente a crise econômica que agravava a inquietude de todos os operários. A falta de mercados para vender seus produtos, o aumento dos impostos, o marasmo econômico, aliado às agitações políticas e à fraqueza e hesitação do governo, provocavam pesadelos no mundo dos negócios.
Diante do "perigo vermelho", a burguesia se preparou. Em 23 e 24 de Abril de 1848, ocorreram eleições para a formação de uma Assembleia Constituinte. O Governo Provisório cessou as suas funções e deu lugar a uma comissão executiva de cinco membros, onde de novo figurava Lamartine. Os socialistas e os republicanos concorriam, mas faltava-lhes organização em nível nacional e sua influência estava quase que restrita a Paris. Já o Partido da Ordem, que representava todos os homens preocupados com a defesa da propriedade, tinha influência nacional, pois se apoiava nos notáveis das cidades e aldeias rurais da França, um imenso país de camponeses. O Partido da Ordem elegeu 700 deputados, alguns favoráveis à monarquia e outros republicanos moderados. Os republicanos radicais e os socialistas não conseguiram eleger nem 100 deputados. Em Junho, Proudhon foi eleito para a Assembléia Nacional Constituinte, onde não conseguiu se fazer ouvir. Sua experiência na Assembléia Nacional selaria sua convicção anarquista de que "o sufrágio universal é a reação", por representar a soma de interesses privados, contrários ao bem comum. A assembléia constituinte foi o primeiro órgão legislativo francês que teve os membros eleitos por sufrágio universal.

## Revolução de Junho de 1848

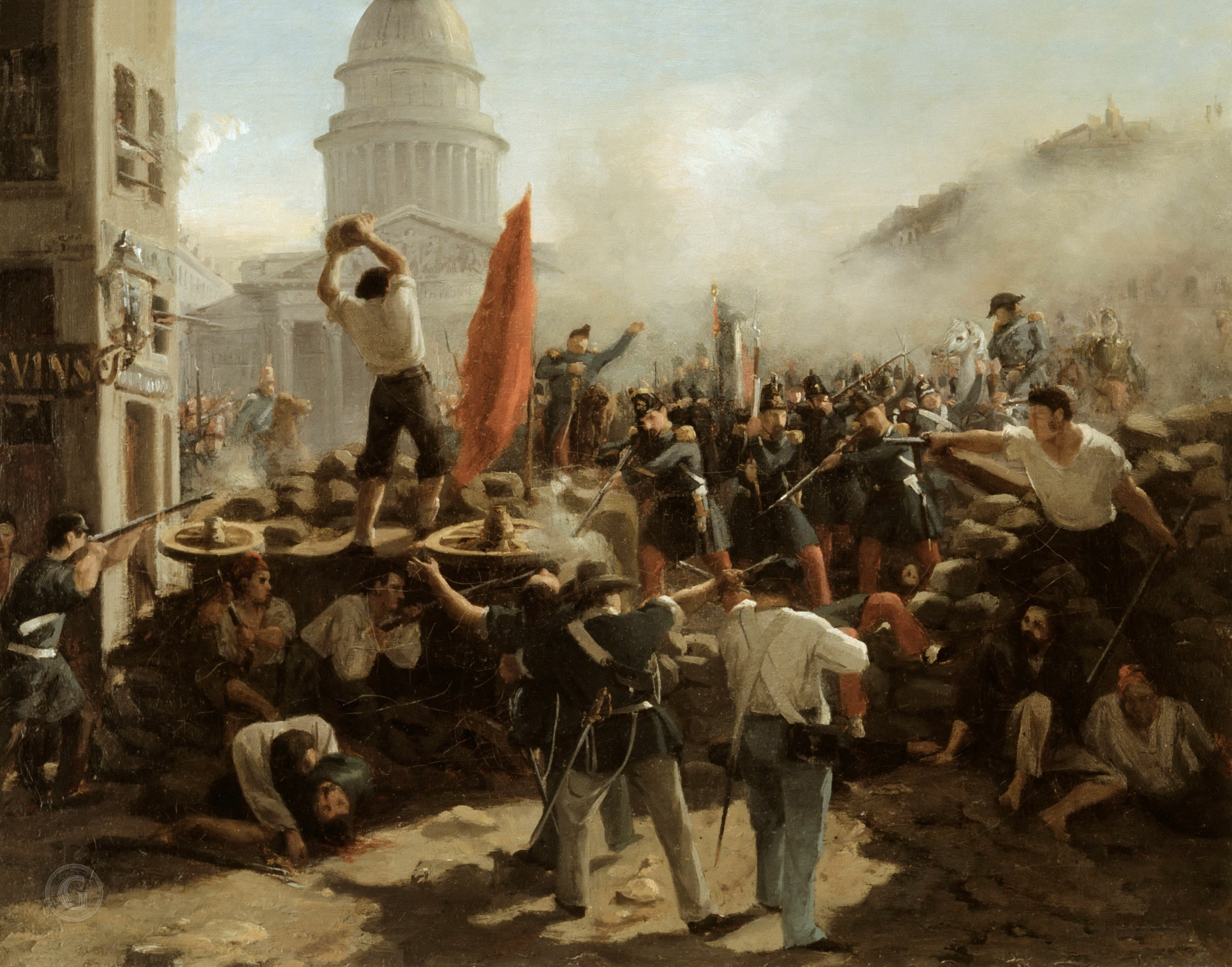
Barricadas nas ruas de Paris durante a Revolução de junho de 1848.

Dominada pelo Partido da Ordem, a Constituinte passou a combater as ideias socialistas. Os socialistas, descontentes, reiniciaram as agitações. Em 22 de Junho de 1848 o governo tomou severas medidas para controlar e reprimir os operários, depois dos levantamentos comunistas de 15 de Maio. A dissolução da Comissão de Luxemburgo e, finalmente, o fechamento das Oficinas Nacionais — que empregavam 110 mil operários — provocaram uma forte contestação por parte dos operários fabris. Contra tais decisões Auguste Blanqui, líder socialista, comandou em junho de 1848, as insurreições operárias de Paris.
Desempregados e sem meios de sustento, os operários revoltaram-se espontaneamente levantando barricadas e dispostos a enfrentar o novo poder estabelecido e controlado pela burguesia. "Nós queremos uma República  democrática e social", dizia um cartaz afixado pelos revolucionários. Toda tentativa de pacificação foi rejeitada pelos sublevados.
Para tentar suprir o desacato ao poder a Assembleia Nacional Constituinte decretou estado de sítio e nomeou o ministro da Guerra, general Louis-Eugène Cavaignac, chefe do poder executivo, dando-lhe poderes ditatoriais para que este travasse a revolta popular. O general Cavaignac foi ajudado por forças vindas espontaneamente das províncias. Nobres, burgueses, padres e camponeses marcharam ombro a ombro para ajudar Cavaignac a massacrar os insurretos de Paris. A insurreição operária parecia bem encaminhada até ser esmagada, à força de bala, pela ação implacável de Cavaignac. No combate, que durou quatro dias, morreram 1 500 insurretos. A repressão posterior, gerada pelo ódio, vingança e medo dos proprietários, também foi violenta. Após um julgamento sumário, que não deixou nenhum direito de defesa aos condenados, 12 000 insurretos foram presos e 4 mil deportados para a Argélia. Os jornais foram suspensos, as reuniões públicas proibidas e as associações políticas postas sob o controle da polícia. Estava afastado o perigo de uma "revolução social" e a burguesia pôde seguir em frente.

## Outro18 de Brumário

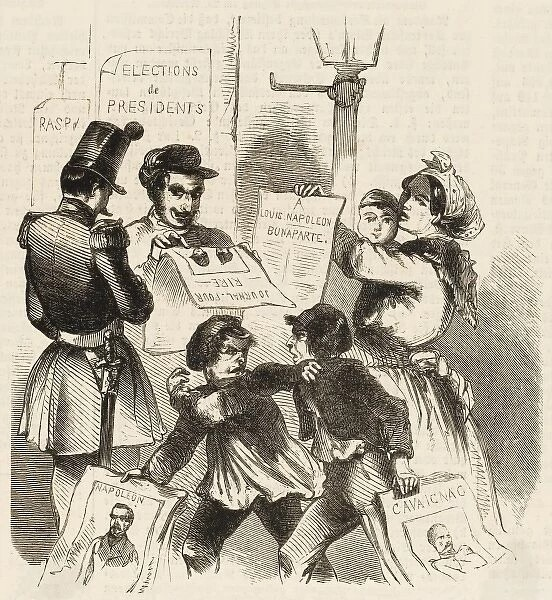
Xilogravura publicada na Illustrierte Zeitung mostrando as eleições de 1848 na França. Dois meninos lutam, um por Luís Napoleão e o outro, por Cavaignac.

A Constituição Francesa de 1848 foi finalmente promulgada em 12 de Novembro daquele ano, estabelecendo a república presidencialista e o Legislativo unicameral com base no sufrágio universal.
O general Cavaignac foi lançado candidato às eleições presidenciais de dezembro de 1848. Apesar de ter agido brutalmente contra os operários parisienses, por ser republicano convicto ele era suspeito ao Partido da Ordem, o mais organizado nacionalmente de todos os partidos. No mesmo momento, surgia um "aventureiro", Luís Napoleão Bonaparte, sobrinho de Napoleão Bonaparte, que se apresentava como mantedor da ordem e tinha sobrenome conhecido e respeitado por milhões de franceses. Os operários de Paris votaram nele para que o general Cavaignac não fosse eleito e os camponeses também o fizeram em homenagem ao tio, que havia garantido suas propriedades, quando o clero e a nobreza ameaçavam retomá-las. Assim, Luís Napoleão foi eleito com 5,5 milhões de votos contra 1,5 milhão de seu concorrente.
O mandato do presidente francês era de quatro anos e a Constituição proibia a reeleição. Em 1852, ele teria que deixar o poder, o que não era sua intenção. Luís Napoleão, articulou um golpe de Estado que acabaria com a república e o tornaria imperador, desfechado em 2 de Dezembro de 1851. Queria reeditar o golpe do tio, que, com o golpe do 18 de Brumário, acabou com a Primeira República Francesa e criou o império napoleônico. Por ironia, Karl Marx, dirigente socialista, apelidou o golpe do sobrinho como 18 de Brumário de Luís Bonaparte. Diz Marx: "Hegel observa em uma de suas obras que todos os fatos e personagens de grande importância na história do mundo ocorrem, por assim dizer, duas vezes. E esqueceu-se de acrescentar: a primeira como tragédia, a segunda como farsa. Caussidière por Danton, Louis Blanc por Maximilien de Robespierre, a Montanha de 1845 pela Montanha (Jacobinos) de 1793, o sobrinho pelo tio".
Com o golpe, Luís Bonaparte criou o Segundo Império Francês e tornou-se o imperador Napoleão III.

## Impacto
A Revolução Francesa teve significativas repercussões no resto da Europa. A crise econômica ajudou a Revolução de 1848 a expandir-se pela Europa, atingindo também um dos esteios do Absolutismo, a Áustria, onde o Chanceler Metternich foi obrigado a renunciar. Até mesmo o Brasil pôde sentir os efeitos da onda revolucionária das barricadas francesas, que inspiraria os rebeldes pernambucanos na Revolução Praieira.
O ideal predominante nos demais países europeus onde houve revolução não foi o liberalismo, mas sim o nacionalismo. Os revolucionários desses países queriam libertar seus povos da dominação estrangeira imposta pelas decisões do Congresso de Viena.
Os principais núcleos revolucionários foram Paris, Berlim, Budapeste, Viena e Nápoles, mas a atmosfera de agitação foi igualmente sentida na região dos povos tchecos, em regiões da Itália, Alemanha, Áustria, e até mesmo em Londres. A "primavera dos povos" — como ficou conhecida essa vaga revolucionária —  marcou o despertar das nacionalidades — poloneses, dinamarqueses, alemães, italianos, tchecos, húngaros, croatas e romenos —, que exigiram dos impérios a concessão de suas autonomias. Segundo o historiador Eric Hobsbawm, a Primavera dos Povos foi a primeira revolução potencialmente global, tornando-se um paradigma de "revolução mundial" que alimentou rebeldes de várias gerações. Por outro lado, o triunfo eleitoral de Luís Bonaparte mostrou que a democracia, anteriormente relacionada com os ideais da revolução, prestava-se também à manutenção da ordem social.
De 1848 a 1849, tanto as revoluções burguesas como os movimentos populares tiveram um substancial impacto na Europa, mas um pouco por todos os cantos do Velho Continente estas insurreições não tiveram o sucesso ansiado, em grande medida porque a burguesia não se posicionou do lado dos operários e dos camponeses.